# Yara Puebla
Yara Puebla Huguet, más conocida como Yara Puebla (n. Alcalá de Henares, 16 de noviembre de 1990), es una actriz y productora española, conocida por su papel de Camila Mella en la serie de televisión española El secreto de Puente Viejo, y por otras múltiples apariciones en el mundo actoral.

## Biografía
Su carrera como actriz se inició con tan solo 3 años, cuando Yara pisó por primera vez un taller de teatro para perder su timidez. Fue a los diecinueve años cuando supo que quería hacer de la interpretación su profesión, y comenzó a formarse en diversas instituciones como la Academia del verso de Alcalá de Henares, Entrenamiento actoral con Fernando Piernas, Entrenamiento de coaching para profesionales, Laboratorio de Cámara en Central de Cine con Daniela Fejerman, e Interpretación teatral durante los años 2011 y 2012.
Yara se hizo popular en 2016 por su papel de Camila en la serie de televisión diaria de Antena 3 El secreto de Puente Viejo, donde ha participado entre 2016 y 2017 dando vida a este personaje protagonista durante casi 400 episodios.
En 2013 Yara participó en la producción cinematográfica de humor Mindundis a granel dirigido por Josep María Jolis., largometraje de humor que presenta en 85 minutos a diversos personajes socialmente corrientes frente otros casos de grandes éxitos.
Al margen de su experiencia en televisión Yara también participa de otros sectores de la industria artística, como la música. En 2014 protagoniza el videoclip Vivir para el cuarto álbum musical del cantante español David Bustamante siendo ambos protagonistas de esta producción audiovisual. Es en 2017 cuando vuelve a participar del sector musical con el videoclip Noche de San Juan. de la cantante Merche estrenado el 29 de septiembre de 2017.
En 2014 hizo pequeñas colaboraciones en las series Con el culo al aire de Antena 3 y Ciega a citas (serie de televisión) de Cuatro (canal de televisión)..
Complementando su faceta artística, Yara protagoniza el proyecto El Poder de la Naturaleza , promovido por la Oficina Nacional de Turismo de China en Madrid, con el objetivo de mostrarle al mundo la belleza de los paisajes de Sichuan, dónde fue rodado el spot.
Muchas marcas se han rendido ante su profesionalidad y belleza, contando con ella para numerosas campañas como Head & Shoulders para Arabia o la marca de cosmética Elizabeth Arden. Yara también trabaja como imagen de varias marcas de moda en las algunos de los eventos más importantes del país como Mercedes-Benz Fashion Week Madrid o la Semana Internacional de Cine de Valladolid luciendo estilismos de marcas como: los hermanos Ailanto, Hannibal Laguna o Lorenzo Caprile.
Actualmente compagina su carrera profesional como actriz con un proyecto más íntimo llamado Creetivos, que se aloja en Youtube. En su canal podemos encontrar contenido de actualidad sobre una faceta mucho más personal de la actriz.

## Filmografía

### Cine
| Año  | Título          | Personaje      |
| ---- | --------------- | -------------- |
| 2017 | Expiration Date | Sara           |
| 2015 | Tamaño Familiar | Coprotagonista |

### Televisión
| Año       | Programa/Serie             | Personaje              | Canal                        | Notas         |
| --------- | -------------------------- | ---------------------- | ---------------------------- | ------------- |
| 2016-2017 | El secreto de Puente Viejo | Camila Valdesalce      | Antena 3                     | 380 episodios |
| 2017      | Velvet Colección           | Lupe                   | Movistar+                    | 1 episodios   |
| 2014      | Con el culo al aire        | Silvia (novia de Dani) | Antena3                      | 1 episodio    |
| 2014      | Ciega a citas              | Cristina Pastor        | Cuatro (canal de televisión) | 2 episodios   |

### Seriesweb
| Webseries                                          |
| -------------------------------------------------- |
| Cortados de Mario Scoendorf                        |
| Sin tele no hay paraíso dirigido por Alex Ezkurdia |